# 1977 dans les chemins de fer
Chronologie des chemins de fer
1976 dans les chemins de fer - 1977 - 1978 dans les chemins de fer

## Évènements

### Janvier
- 4 janvier, Viêt Nam : arrivée à Hanoï, en provenance de Saïgon (Hô Chi Minh-Ville, du train inaugural de la ligne Nord-Sud (1 410 km) entièrement reconstruite.
- 5 janvier, France : mise en service officielle de la gare de Bercy, située près de la gare de Lyon à Paris et spécialisée dans le traitement des trains autos-couchettes à destination du Sud-Est.
- 18 janvier, Australie : catastrophe ferroviaire de Granville, un train déraille et heurte les piles d’un pont, faisant 83 morts.

### Février
- 24 février, Italie : inauguration du premier tronçon (122 km) de Settebagni à Città del Pieve de la Direttissima (ligne à grande vitesse Rome-Florence).

### Avril
- 1er avril, France : la SNCF crée deux directions commerciales distinctes pour le trafic des voyageurs et pour celui des marchandises.

### Mai
- 19 mai, France-Turquie : à Paris-Lyon à 23 h 56, dernier départ régulier pour Istanbul du Direct Orient-Marmara Express (dernier avatar de l'Orient-Express).
- 21 mai, Écosse (Royaume-Uni) : fermeture du métro de Glasgow pour une rénovation totale ; le métro ne sera pas rouvert au public jusqu'à 1980.

### Juillet
- 7 juillet, Allemagne : mise en service du triage de Maschen, près de Hambourg. S'étendant sur 280 hectares, ce triage compte 300 km de voies et 1000 aiguillages.
- 27 juillet, Tanzanie : création de la Tanzania Railways Corporation

### Octobre
- 26 octobre, Allemagne : fin officielle de la traction vapeur en Allemagne fédérale

### Novembre
- 6 novembre, Ouzbékistan (à l'époque intégré à l'URSS) : début de construction du métro de Tachkent, premier réseau souterrain de chemin de fer en Asie centrale : mise en service du métro de Tachkent, premier réseau souterrain de chemin de fer en Asie centrale
- 26 novembre, France : mise en service de la première ligne du métro de Marseille (section La Rose-Saint-Charles).

### Décembre
- 8 décembre, France : à Paris, mise en service de la partie centrale du RER qui assure la jonction de la ligne A entre Auber et Nation, et prolongement de la ligne B jusqu'à Châtelet-Les Halles.
- 16 décembre, Royaume-Uni : inauguration du prolongement de la ligne Piccadilly du métro de Londres jusqu'à l'aéroport d'Heathrow.